# Владимир Трухлар
Карел Владимир Трухлар (Горица,Аустроугарска, Аустријско приморје, 3. септембар 1912 — Болцано, Италија, 4. јануар 1977) био је словеначки теолог, филозоф, песник и књижевни критичар.

## Биографија

### Ране године
Рођен је 3. септембра 1912. године у Горици, граду у бившој Аустроугарској. Његова мајка Марија Малнерчич је пореклом из Диваче; његов отац, Франтишек Трухлар, пореклом Чех, био је железнички службеник. Током Првог светског рата, породица је 1915. године отишла у Јесенице, где су неколико година провели живећи на тавану.
У Краљевини Срба, Хрвата и Словенаца, похађао је основну школу од 1918. до 1926. године и сматран је бистрим и живахним младићем. Због одличних оцена, и уз помоћ донатора, уписао се у деветогодишњу средњу школу у Љубљани, коју је завршио 1933. године.
Његово средњошколско доба било је интензивно како за његово духовно формирање, тако и са аспекта књижевности. Током овог периода, Трухлар је био под снажним утицајем професора Ернеста Томца. Придружио се и католичким удружењима Дијашки орао (Dijaški Orel) и Маријина конгрегација; касније се придружио Младима (Mlajci). Био је вођа Зелених кравата, студентског покрета који је протестовао против деспотизма Александра I.
Током последње године средње школе, одлучује да постане свештеник. Уписује дијецезанску богословију 1933. године да би студирао филозофију, дипломирајући после две године са тезом Das Erkennen der Existenz (Сазнање постојања) на Папском грегоријанском универзитету у Риму. Овај период живота се приписује афирмацији филозофских теорија Алеша Ушеничника.
У Љубљану се вратио 1936. године, где је наставио студије теологије. Незадовољан типичном структуром теолошких студија, окренуо се теоријама Романа Гвардинија, Марешала и других савремених мислилаца који су промовисали егзистенцијалистички аспект филозофског истраживања.
Иако је био студент богословије, морао је да служи војну обавезу (јул–децембар 1938) у Осијеку, у Хрватској, где је научио више српскохрватског језика. Током слободног времена у граду је почео да чита дела Владимира Соловјова, која су му отворила бесконачне могућности хришћанске филозофије изграђене на метафизици уни-тоталитета.

### Теолошке студије
Трулар је рукоположен за свештеника 29. октобра 1939. године, а диплому теологије стекао је у јуну 1941. године, са тезом „Der Vergöttlichungeprocess bei Vladimir Solovjëv“ (Процес обожења код Владимира Соловјова). У Риму је боравио за време Другог светског рата, смењујући кратке периоде специјализације са активношћу духовног водича у богословији у Љубљани. Овде је одлучио да се посвети духовној теологији, али је такође интензивно неговао проучавање догматике, о чему сведочи есеј „Наук Владимира Соловјова о развоју догме“, објављен у академском часопису Теолошки гласник (Bogoslovni vestnik).
Средином 1945. године пратио је дешавања на Рожмановом факултету, прво у Праљи (Падова), а затим у Алто Адиђеу. Дана 18. новембра 1946. године, по савету оца Августина Беа, ступио је у Друштво Исусово. Новицијат је провео у Пулаху од 1946. до 1948. године, где је упознао оца Алберта Штегера, који је био потпуно посвећен вези између свог људског богатства и духовности Светог Игнација. У својој школи, Трулар је замислио основе своје антропологије и своје христологије. У том окружењу, он је кренуо путем искуственог истраживања, којег се Трулар одричао током целог свог живота. Овде је научио христолошки хуманизам, познат као искуство Апсолута.
Године 1949, добио је позив од Грегоријанског универзитета да оде у Рим како би се интегрисао у наставничку групу тог универзитета. У сарадњи са Штегером, припремио је истраживање о унутрашњости Светог Игнатија, објављено у часопису Revue d'ascetique et de mystique (Часопис за аскетизам и мистику). Штавише, извод из овог дела, је био оцењен као тачно тумачење духовности Светог Игњатија. И уз ово, заједно са још четири есеја, представио се као „ванредни професор“ на Грегоријани. Био је предавач од 1950. године, да би постао редовни професор 1956. године. Трулар је кратко време заузимао катедру за мариологију, али је касније ректору, оцу Деци, изразио жељу да своје истраживање и наставу посвети искључиво духовној теологији.
Трулар је учење схватио као деловање у свету; што се тиче духовне теологије, он ју је на посебан начин схватио као иницијацију у хришћанско искуство. Током шездесетих, његове часове је похађало отприлике 300 до 350 студената са тридесет националних колеџа. У овим активностима је учествовало и стотину верских редова и конгрегација. Трухларови часови су обухватали широк спектар тема, као што су духовна теологија секуларности и монаштва, теологија рада и слободног времена, свети и естетски апсолут, политика, светоглед, чула-дух-искуство, поезија и духовни живот. Његово учење се развијало, прелазећи од анализе појединачних посланица Светог Павла до хришћанског хуманизма, од изузетно религиозних тема до гносологије и естетике. При томе је увек полазио од разлике између рационалног знања и интелектуалног, аконцептуалног и акатегоријалног знања.

### Сарадња саМедобјеом
Око десет година је сарађивао са уредницима часописа Медобје (Meddobje), који је излазио у Аргентини.

### Касније године и смрт
Крајем 1974. године, у 62. години живота, а након што је 25 година провео у Риму посвећен интензивној дидактичкој и истраживачкој активности, Трухлар се вратио у своју родну земљу у Дравље, предграђе Љубљане. Његове последње године обележили су напади конзервативног свештенства, које је нерадо прихватало саборске иновације, и југословенске полиције, упркос чињеници да му је била загарантована слобода говора. Напустио је Дравље у јуну 1976. да би се повукао у Италију где је боравио у добровољном егзилу у Болцану. Изненада је преминуо од церебралне исхемије у јутарњим сатима 4. јануара 1977. године.
Током свог живота, Трухлар је објавио око 250 чланака и есеја за разне часописе, речнике и теолошке енциклопедије, укључујући и Сакрамент света (Sacramentum mundi).